# Pyrat
Pyrat ist der Name einer Serie von Premium-Rums, welche auf der Karibik-Insel Anguilla von der Planters-Destillerie hergestellt und von der in Las Vegas ansässigen The Patrón Spirits Company vertrieben werden.

## Geschichte
Die Planters-Destillerie führt sich auf den englischen Seemann CJ Planter zurück, der sich gegen Ende des 19. Jahrhunderts auf Anguilla niederließ und die Tochter eines dort ansässigen Zuckerrohr-Produzenten heiratete. Kurz nach dem Tod seines Schwiegervaters begann Planter damit, Rum zu produzieren, den er bald nicht nur in der Karibik, sondern auch in Europa verkaufen konnte.
Seit einem Joint-Venture 1996 mit der The Patrón Spirits Company werden die Spitzenprodukte der Destillerie unter dem Label Pyrat verkauft.

## Produkte
- Planters Gold – Pyrat XO Reserve – ein Blend aus ca. 15 Jahre alten Rums. In vielen Internetforen bewertet als einer der besten Rums überhaupt.
- Pyrat Pistol – ein dem XO Reserve sehr ähnlicher, aber geschmacklich etwas „leichterer“ Rum.
- Pyrat Cask 23 – das Spitzenprodukt der Ranch, Blend aus bis zu 40 Jahre alten Rums.
- Pyrat orange „Saváge“ rum liquer – ein Likör aus Rum und Orangensaftkonzentrat.
- Pyrat trois „Ménage“ – eine etwas stärker aromatisierte Version des „Saváge“

## Sonstiges
Die Flaschen, in die der XO Reserve und der Cask 23 abgefüllt werden, sind mundgeblasene Einzelstücke.
Mit jeder dieser Flaschen wird ein Anhänger geliefert, der das „Maskottchen“ der Planters-Destillerie zeigt, HOTI, angeblich der Zen-Schutzpatron für kleine Kinder, Wahrsager und Barkeeper.